# Santa Fe River (Suwannee River)
Der Santa Fe River ist ein 121 km langer linker Nebenfluss des Suwannee River im Norden des US-Bundesstaates Florida.

## Verlauf
Das Einzugsgebiet des Flusses ist etwa 3574 Quadratkilometer groß und erstreckt sich über die Countys Columbia, Suwannee, Bradford, Baker, Union, Gilchrist und Alachua. Das Quellgebiet des Flusses ist der Lake Santa Fe in der Nähe von Keystone Heights. Der Santa Fe River ist ein langsam fließender Fluss. Diese langsame Geschwindigkeit, kombiniert mit dem reichlichen Blattabfall von nahe gelegenen Bäumen, insbesondere der Echten Sumpfzypresse, führt zu einem sehr dunkelbraunen Flussgrund. Der Santa Fe River ist ein typischer Fluss für die Karstregion, da er vollständig unterirdisch verschwindet und dann 5 Kilometer flussabwärts wieder auftaucht. Der Fluss fällt in eine große Doline im O’Leno State Park und taucht im angrenzenden River Rise Preserve State Park wieder auf.

## Name
Der Fluss leitet seinen Namen von einer Franziskaner-Mission namens Santa Fé de Toloca ab, die sich früher in der Nähe des Flusses befand.

## Belege
1. ↑  Map of Florida. Abgerufen am 22. Dezember 2022.
2. ↑  Gilchrist County, Florida. Chamber of Commerce. 10. Mai 2003, archiviert vom Original am 20. Oktober 2006; abgerufen am 22. Dezember 2022.  Info: Der Archivlink wurde automatisch eingesetzt und noch nicht geprüft. Bitte prüfe Original- und Archivlink gemäß Anleitung und entferne dann diesen Hinweis.